# Конголо, Родни
Родни Нкеле Конголо (нидерл. Rodney Nkele Kongolo; род. 9 января 1998, Роттердам, Южная Голландия) — нидерландский футболист, полузащитник клуба «Эммен».

## Клубная карьера
Конголо — воспитанник клуба «Фейеноорд». В 2014 году Родни перешёл в английский «Манчестер Сити». Летом 2017 года для получения игровой практики Конголо перешёл в «Донкастер Роверс» на правах аренды. 5 августа в матче против «Джиллингема» он дебютировал в Первой Лиге Англии. 8 августа в поединке Кубка английской лиги против «Брэдфорд Сити» Родни забил свой первый гол за «Донкастер Роверс». Летом 2018 года Конголо вернулся на родину, подписав контракт на 3 года с клубом «Херенвен». 10 августа в матче против ПЕК Зволле он дебютировал в Эредивизи. 19 октября 2019 года в поединке против АЗ Родни забил свой первый гол за «Херенвен».
В начале 2022 года Конголо перешёл в итальянскую «Козенцу». 5 февраля в матче против «Брешиа» он дебютировал в итальянской Серии B.
8 августа 2025 года на правах свободного агента перешёл в «Эммен», подписав двухлетний контракт до середины 2027 года. 11 августа дебютировал в гостевом матче Эрстедивизи против «Йонг ПСВ» (3:1), выйдя в стартовом составе.

## Международная карьера
В 2017 году в составе юношеской сборной Нидерландов Конголо принял участие в юношеском чемпионате Европы в Грузии. На турнире он сыграл в матчах против команд Германии, Англии, Болгарии и Португалии. В поединке против болгар Родни забил гол.